# Nits de neó
Nits de neó (títol original: Bright Lights, Big City) és una pel·lícula dramàtica de 1988 protagonitzada per Michael J. Fox, Kiefer Sutherland i Phoebe Catis, basada en la novel·la del mateix nom escrita per Jay McInerney. Va ser l'última pel·lícula dirigida per James Bridges abans de la seva mort el 1993. Ha estat doblada al català.

## Argument
Originari de Pennsylvania, Jamie Conway (Michael J. Fox) treballa com a verificador d'informació per a una important revista de Nova York, però per passar les nits de festa al costat del seu millor amic (Kiefer Sutherland) i pel seu freqüent consum de cocaïna, és a punt de ser acomiadat per la seva cap, Clara Tillinghast (Frances Sternhagen). La seva esposa, Amanda (Phoebe Catis), una model en ascens, acaba de deixar-ho; ell encara no es recupera de la mort de la seva mare (Dianne Wiest) fa un any; i està obsessionat amb una història d'un tabloide sobre una dona embarassada en coma. La pel·lícula captura part del caos i decadència de la vida nocturna de Nova York durant els anys 1980 i al mateix temps la vida d'un home que tracta desesperadament d'escapar del dolor de la seva vida.

## Repartiment
- Michael J. Fox: Jamie Conway
- Kiefer Sutherland: Tad Allagash
- Phoebe Cates: Amanda Conway
- Dianne Wiest: Mrs. Conway
- Swoosie Kurtz: Megan
- Frances Sternhagen: Clara
- John Houseman: Mr. Vogel
- Tracy Pollan: Vicky
- Jason Robards: Mr. Hardy
- David Hyde Pierce: Bartender